# Константин VIII
Константин VIII (на гръцки: Κωνσταντίνος Η΄; * 960; † 15 ноември 1028) е византийски император (1025 – 1028). Той е син на император Роман II и императрица Теофано и по-малък брат на забележителния Василий II, който умира бездетен и така управлението преминава в ръцете на Константин VIII.

## Живот
Константин и брат му Василий са приобщени към управлението на империята още през 962 г. Все пак над 63 години от своя 68-годишен живот той е засенчван от други императори, включително Никифор II Фока, Йоан I Цимисхи и Василий II. Понякога взима участие в кампаниите на брат си срещу бунтовете на аристократите. През 989 г. Константин става посредник между Василий II и Варда Склир. Иначе Константин прекарвал живота си в удоволствия и развлечения, включително състезания на Хиподрума в Константинопол, езда или лов. Бил блестящ ездач и се отличавал с високия си ръст и елегантна фигура, докато брат му Василий бил нисък и набит.
Когато Василий II умира на 15 декември 1025 г., Константин най-накрая става самостоятелен император, въпреки че управлява за по-малко от три години – до смъртта си на 15 ноември 1028 г. Вече остарелият император страдал от хронична подагра и едва можел да ходи. Реагирал на всяка заплаха с импулсивна жестокост, преследвал надменните аристократи и, както се твърди, в пристъпи на истерия заповядвал екзекуции, кастриране или осакатявания на стотици невинни хора.
Константин винаги имал грижата за лов, празненства и предпочитал да се наслаждава на живота, отбягвайки държавните работи, когато това е възможно. Неговото управление било катастрофа, защото му липсвал кураж и политическо умение. Особено слаб се проявявал при определянето на чиновници. За няколко месеца изпълнението на поземлените закони, издадени от Василий II, бива провалено под натиска на анатолиийската аристокрация, въпреки че императорът сам нападал аристократите, когато усещал заплаха от заговор.
Подобно на брат си, Константин VIII умира без да остави мъжки наследник. Така наследяването на империята се пада на дъщерите му, втората от които, Зоя, се омъжва за Роман III Аргир.

## Семейство
На младини той е сгоден за дъщерята на българския цар Борис II, но впоследствие се жени за византийска аристократка на име Елена. От нея има три дъщери:
- Евдокия (монахиня)
- Зоя
- Теодора